# Bellinghem
Bellinghem è un comune francese di 1.075 abitanti situato nel dipartimento del Passo di Calais nella regione dell'Alta Francia. È stato istituito il 1 settembre 2016 dalla fusione dei precedenti comuni di Herbelles e Inghem.